# Зунданы
Зунданы (латыш. Zundāni; ранее также Зундани) — населённый пункт в Ливанском крае Латвии. Административный центр Туркской волости. Находится на левом берегу реки Нерета (приток Западной Двины). Расстояние до города Прейли составляет около 43 км. По данным на 2018 год, в населённом пункте проживало 29 человек.

## История
В советское время населённый пункт был центром Туркского сельсовета Прейльского района. В селе располагалась центральная усадьба колхоза «Зелта варпа» (с латыш. — «Золотой колос»).